# 대전목동초등학교
대전목동초등학교는 대한민국 대전광역시 중구 목동에 있는 공립 초등학교이다.

## 학교 연혁
- 1961.09.01 대전목동국민학교 개교
- 1993.03.01 중촌국민학교 분리
- 2003.09.01 사랑의 꿈단지(타임캡슐) 설치
- 2004.03.01 목양초등학교 분리
- 2004.08.31 급식실 현대화 사업 완료
- 2004.12.14 도서실 선진화 사업 완료
- 2006.12.04 과학실 현대화사업 시설 완공
- 2007.09.02 화장실 현대화 사업 완료
- 2007.12.21 우레탄 운동장 시공 완료
- 2008.12.12 꿈나무 영어실 개관
- 2009.05.01 방송실현대화 공사 완료
- 2009.08.31 학교 본동4층 대수선공사, 외부환경대수선공사 완료
- 2023.02.14 제61회 졸업(61회 졸업생 116명, 총 졸업생 15,409명)
- 2023.03.01 32학급 편성(특수학급 2학급 포함), 병설유치원 2학급(특수학급 1학급 포함)

## 참고 자료
- 대전목동초등학교 - 한국교육학술정보원 학교알리미